# Jokhang
Jokhang är ett buddhistiskt tempel i Lhasa som grundades av kejsar Songtsän Gampo kring åren 639-647. Tibetanska buddhister betraktar templet som det allra heligaste templet i Tibet och det utgör det naturliga centret i Lhasas gamla tibetanska kvarter.
På tibetanska kallas templet Jokhang (tib: ཇོ་ཁང།;Wylie: Jo-khang) eller Tsulagkhang (tib: གཙུག་ལག་ཁང།; Wylie: gtsug lag khang). På kinesiska kallas templet Dàzhāo sì (大昭寺).

## Historia
Templet grundades för att inrymma en Buddhabild som Songtsän Gampos nepalesiska gemål Bhrikuti Devi fört med sig som hemgift. Templet byggdes på en sjöbotten som fyllts ut för ändamålet och platsen skall ha valts av Songstän Gampos kinesiska gemål Wen Cheng, som hävdade att en demon vilade under sjön och att ett tempel måste byggas över hennes hjärta för att blidka henne.
Jokhang utsattes för omfattade förstörelse under kulturrevolutionen. I september 1966 tågade rödgardister in i templet och förstörde gudabilder, skrifter och andra kulturella föremål. Två år senare ockuperades templet av "Gyenlog-fraktionen", vilket innebar att det utsattes för attacker från rivaliserande fraktioner.

## Arkitektur
Templet innehåller ett stort antal kapell som är tillägnade olika gudomligheter och andra heliga personer inom den tibetanska buddhismen. Den innersta helgedomen rymmer statyer av Guru Rinpoche och en tusenarmad Chenresig, medlidandets boddhisattva. Det finns också ett kapell tillägnat Gelug-skolans grundare Tsongkhapa och kejsar Songstän Gampo och hans två gemåler.
Jokhang omges av en gata, Barkhor, längs vilken pilgrimer vandrar runt templet medsols i en s.k. kora, innan de träder in i templet. Bakhor är centrum i den gamla tibetanska stadsdelen i Lhasa och en viktig marknadsplats.
Utanför templet finns en traditionell tibetansk stele (doring), på vilken ett fredsfördrag mellan det tibetanska imperiet och Tangdynastins Kina finns ingraverat. Det slöts år 822 för att garantera gränsen mellan de båda imperierna. Stelen kan dock inte beskådas av allmänheten då de kinesiska myndigheterna låtit bygga en mur runt stelen.
2000 tillfördes Jokhang Unescos lista över världsarvet i Lhasa, till vilket Potalapalatset förts år 1994.

## Galleri

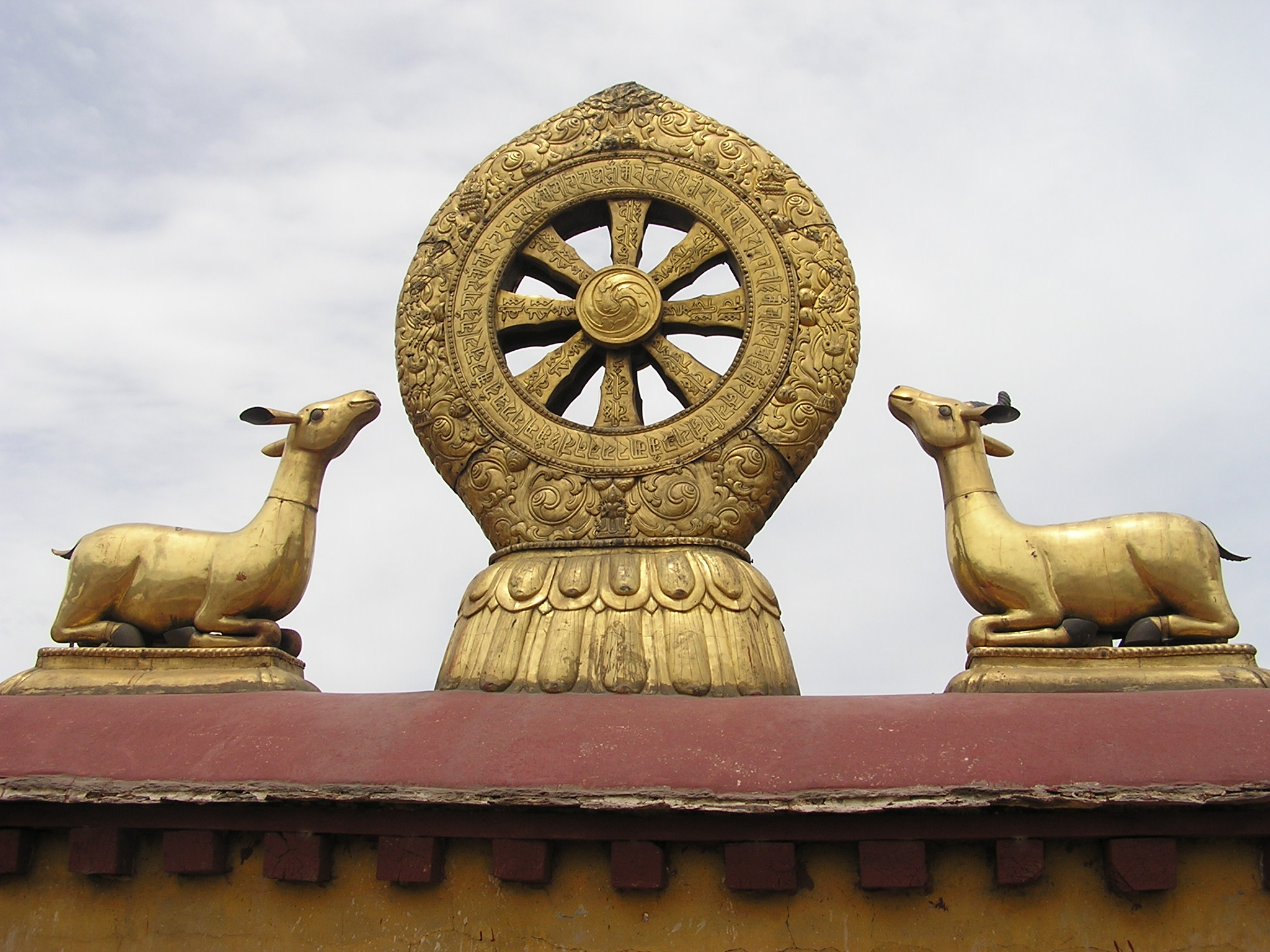
Ornament från Jokhangs tak, ekrarna i hjulet symboliserar de åtta vägarna till upplysning.
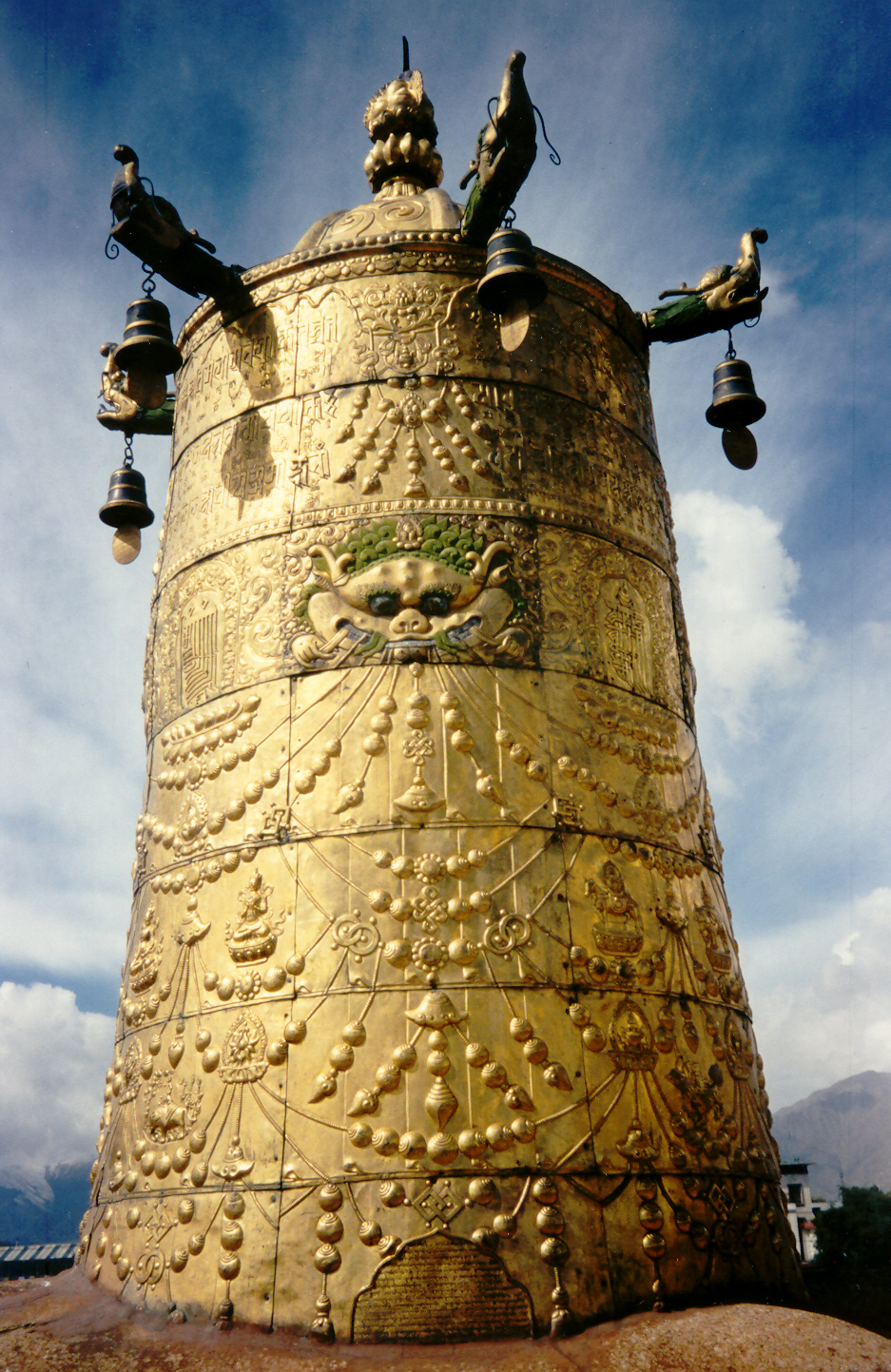
Närbild från Jokhangs tak.
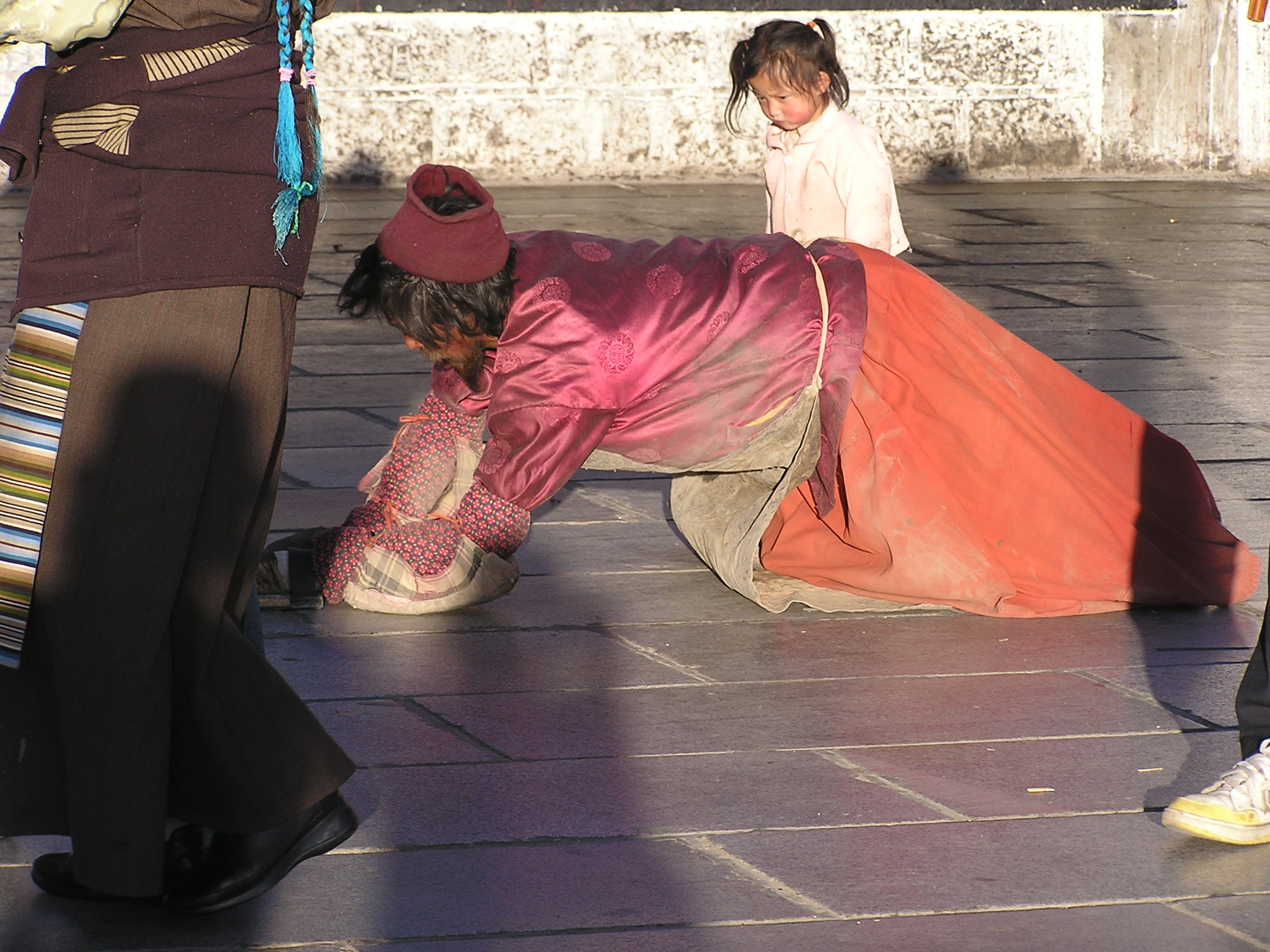
Knäfallande pilgrim utanför Jokhang.